# Incendie de 1681 à Trondheim
L'incendie de 1681 à Trondheim est un incendie survenu le 18 avril 1681 dans un bâtiment près de Nidelva, dans le centre de Trondheim, dans le comté de Sør-Trøndelag, en Norvège. Une grande partie du centre ville a été détruit, y compris les maisons de quai et l'église de Vår Frue (en). Le marchand de bois Thomas Hammond (en) a péri pendant l'incendie.

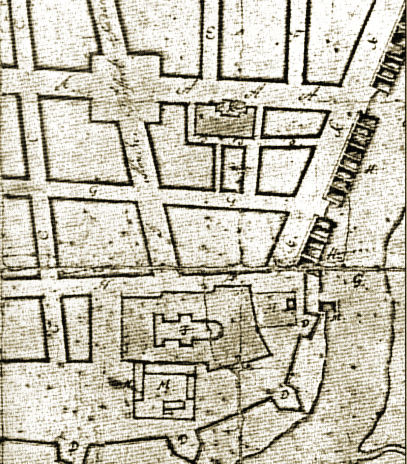
Coupe du plan de ville de Cicignon pour Trondheim, après l'incendie de 1681.

Après l'incident, un nouveau plan de la ville de Trondheim a été développé par Johan Caspar von Cicignon, à l'initiative du roi Christian V.